# Cloud Imperium Games
Pour les articles homonymes, voir CIG.
Cloud Imperium Games ou CIG est un groupe de sociétés de développement, d'édition et de distribution de jeux vidéo basé aux États-Unis. Ce groupe a été fondé en 2012 en Californie aux États-Unis, par le développeur de jeux vidéo Chris Roberts et par l'avocat d'affaires Ortwin Freyermuth. Ce groupe est connu pour le développement en cours du jeu Star Citizen et de sa campagne solo Squadron 42. Ce groupe est composé de plusieurs entités, en fonction du pays du studio, dont : Cloud Imperium Games LLC (filiale américaine) et Cloud Imperium Games Ltd (filiale anglaise).

## Historique
Pour des raisons techniques, il est temporairement impossible d'afficher le graphique qui aurait dû être présenté ici.

Évolution de l'effectif de l'entreprise Cloud Imperium Games depuis 2012.
En avril 2012, Chris Roberts fonde la société avec son partenaire d'affaires Ortwin Freyermuth afin de créer des jeux triple A, en sortant du circuit classique de production, en étant sans éditeur. Sous la direction de Roberts et en utilisant ses relations, Cloud Imperium Games a réuni une équipe de développement pour la création de dessins, d'éléments de l'histoire, et un prototype pour son premier jeu Star Citizen.
La société se veut proche des joueurs et communique durant toutes les étapes du développement. Les membres de l'équipe sont connus de la communauté et les échanges sont réciproques. Les effectifs de CIG sont en constante augmentation depuis sa création avec 13 employés en 2012, 58 en 2013, 179 en 2014, 263 en 2015, 369 en 2016 et 464 en 2017, et un peu plus de 500 en juin 2018.
Le 19 décembre 2018, Cloud Imperium Games a rendu public le détail de ses financements de 2012 à 2017 avec une analyse générale de ses flux économiques, de ses revenus et de ses dépenses.
Le 5 mars 2019, Cloud Imperium Games annonce que la filiale du studio anglais de CIG, Foundry 42 Ltd. est renommée Cloud Imperium Games Ltd.
En décembre 2018, Cloud Imperium Games reçoit un investissement d'environ 46 millions de dollars de l'homme d'affaires Clive Calder et de son fils Keith. Cette levée de fonds est réalisée en échange d'une participation de 10 % dans le capital de la société. Chris Roberts, qui continue d'être l'actionnaire majoritaire et donc le directeur général de l'entreprise, indique que cette décision a été prise afin de financer le développement et la campagne publicitaire de Squadron 42. Il a également souligné que cet investissement s'inscrit dans la stratégie d'indépendance vis-à-vis des acteurs traditionnels du secteur du jeu vidéo.
Le 19 décembre 2019, Cloud Imperium Games a rendu public le détail de ses financements de l'année 2018 avec une analyse générale de ses flux économiques, ses revenus et ses dépenses.
Le 26 mars 2020, Cloud Imperium Games reçoit un investissement d'environ 17,25 millions de dollars grâce à l'achat de nouvelles actions de la société par les investisseurs existants. Les prix des actions reflètent un prix d'option réduit pour les actionnaires existants qui a été prénégocié au moment de l'investissement initial en 2018. Chris Roberts continue d'être l'actionnaire majoritaire et donc le directeur général de l'entreprise.
Le 24 novembre 2020, CIG annonce la création d'un nouveau studio de développement à Montréal au Québec en coopération avec le studio Turbulent, partenaire contractuel de longue date de CIG. Cette annonce intervient après plus de 8 ans de collaboration entre les deux studios (Turbulent étant entre autres à l'origine du site web et du lanceur de Star Citizen) et un investissement mutuel en 2019, où CIG est devenu actionnaire minoritaire de Turbulent. Parmi les cofondateurs de ce studio, on compte le directeur de Turbulent mais aussi d'anciens employés d'Ubisoft.

## Studios internes
La société possède six studios de développement à travers le monde dont deux aux États-Unis, deux au Royaume-Uni, un en Allemagne et un au Québec.

### Studio aux États-Unis
- Cloud Imperium Games LLC, situé à Austin au Texas. Le studio historique de CIG compte 71 employés en février 2018[10] et se consacre principalement aux animations, au service client, à l'infrastructure serveur et à l'assurance qualité.
- Cloud Imperium Games LLC, situé à Santa Monica en Californie. Ouvert en 2013, ce studio compte 75 employés en février 2018[10] et regroupe les activités de conception de personnages et de leurs accessoires, de programmation du gameplay , de marketing , de gestion de la communauté et de création de histoire de l'univers de Star Citizen et des scénarios de Squadron 42.

### Studio au Royaume-Uni
- Cloud Imperium Games Ltd, Manchester, situé à Wilmslow au Royaume-Uni et fondé en 2013 avec un investissement de CIG de 15 millions de £[18] . Ce studio dirigé par Erin Roberts, le frère de Chris Roberts, compte 234 employés en février 2018[10] et est impliqué dans tous les aspects du développement de Star Citizen et Squadron 42.
- Cloud Imperium Games Ltd, Derby , au Royaume-Uni, ouvert en 2016. Ce studio compte 15 employés en février 2018[10] et est spécialisé dans les animations faciales et la capture de mouvement.

### Studio en Allemagne
- Cloud Imperium Games Ltd, Francfort , en Allemagne, ouvert en 2015. Ce studio compte 80 employés en février 2018[10] et est spécialisé dans le développement du moteur de jeu, de l'IA, du Game design, de la production des cinématiques et des armes.

### Studio au Québec
- Turbulent, situé à Montréal au Québec, ouvert en 2003. Ce studio est de type contractuel. En effet, ses membres sont employés par Turbulent, un studio de développement indépendant dont CIG est actionnaire minoritaire. Ils ne sont donc pas directement employés par CIG. Les membres de ce studio travaillent néanmoins à plein temps pour la création de systèmes planétaires pour Star Citizen et sont complètement intégrés à l'organisation de CIG et au processus de développement du jeu. CIG et Turbulent ont annoncé l'objectif d'atteindre un effectif de 100 personnes d'ici fin 2023[15].

## Justice

### CIG et Crytek
La Société Crytek intente un procès à la société Cloud Imperium Games le 12 décembre 2017, à propos du contrat qui liait les deux entreprises pour l’utilisation du moteur graphique CryEngine 3, en argumentant que :
- La société CIG devait utiliser le moteur graphique pour un seul jeu, la licence ne portait que sur Star Citizen (et non pas deux, comme le fait CIG avec Star Citizen (jeu multijoueur) et Squadron 42 (jeu solo)).
- La société CIG a arrêté d'utiliser et de nommer la marque CryEngine depuis fin 2016 et utilise désormais le moteur Lumberyard (un produit d'Amazon qui, lui aussi, repose sur le CryEngine 3).
- L'échange d'informations à propos du moteur CryEngine, notamment son amélioration et les bugs détectés ne s'est pas fait.
- CIG a exposé le code source du CryEngine dans une vidéo « Bugsmashers » et Faceware Technologies (en) y a eu accès[19],[20],[21].

Ce procès s'est terminé en février 2020 par un accord à l'amiable entre les deux parties. Cet accord prévoit que chaque partie supporte ses coûts de justice, et interdit à Crytek  d'intenter un nouveau procès sur le même sujet.

## Jeux développés
- Star Citizen (Simulateur SF, MMO)
- Squadron 42 (campagne solo)